# Ostateczny boeing 747 – gambit
Ostateczny boeing 747 - gambit – próba wykazania, że Bóg najprawdopodobniej nie istnieje, przedstawiona przez Richarda Dawkinsa w czwartym rozdziale "Dlaczego niemal na pewno nie ma Boga" wydanej w 2006 książki Bóg urojony. Dawkins przedstawia go jako kontrargument do argumentu z projektu.

## Kontekst i historia
Już na samym początku książki Bóg urojony Dawkins wyraźnie stwierdza, że tematem rozważań będzie abrahamiczna koncepcja osobowego Boga. Uważa, że istnienie takiego Boga może być przedmiotem rozważań naukowych, ponieważ wszechświat z nim w widoczny sposób i znacznie różniłby się od wszechświata bez niego. Tak więc można wobec hipotezy Boga zastosować ten sam rodzaj racjonalnego rozumowania jak w przypadku każdego innego naukowego zagadnienia.
Po rozważeniu rozmaitych dowodów na istnienie Boga dochodzi do wniosku, że najbardziej przekonujący z nich jest argument z projektu. Istnienie i złożoność życia wymaga wyjaśnienia, ale hipotezę Boga uważa za gorszą od teorii ewolucji i odwraca argument złożoności przeciwko kreacjonistom pokazując, że taki Bóg sam najpierw musiałby zostać zaprojektowany przez inteligentnego twórcę.
Nazwa dowodu jest nawiązaniem do sofizmatu Freda Hoyle'a, który miał powiedzieć, że prawdopodobieństwo samoistnego powstania życia na Ziemi jest porównywalne z prawdopodobieństwem, że huragan przemieszczający się nad śmietniskiem samoistnie złoży działającego Boeinga 747. Konstrukcja dowodu przeciwko teizmowi przypomina zasadniczo tezę Davida Hume'a spopularyzowaną w postaci pytania "kto zaprojektował projektanta?". Ale według Daniela Denetta nowością, którą wprowadził Dawkins jest po pierwsze pokazanie, że teoria ewolucji jest w stanie wyjaśnić powstanie złożoności życia, a po drugie ukazuje zamieszanie panujące wokół zasady antropicznej.

## Treść
Dawkins przedstawia swój dowód w następujący sposób:
1. Jednym z największych wyzwań dla ludzkiego intelektu było wyjaśnienie przyczyn obserwowanej w przyrodzie złożoności
2. Naturalną drogą rozumowania było - w przypadku tak skomplikowanej maszyny jaką jest żywy organizm, podobnie jak w przypadku zegarka mechanicznego - założenie istnienia projektanta, inteligentnego inżyniera.
3. Ale jest to droga, która prowadzi donikąd, pozostawia bowiem wciąż nierozwiązany problem jeszcze większej złożoności - wyjaśniając złożoność obserwowaną w przyrodzie inteligentnym projektantem, musimy później wyjaśnić kto zaprojektował projektanta. Wyjaśnieniem nie może być jeszcze bardziej skomplikowany proces lub zjawisko, potrzebujemy teorii, która z prostych praw natury, poprzez stopniowe procesy zmian doprowadzi nas do istniejącej złożoności.
4. Najlepszym znanym nam i w pełni satysfakcjonującym takim wyjaśnieniem jest darwinowska ewolucja. Darwin i jego kontynuatorzy wyjaśnili jak za pomocą doboru naturalnego poprzez stopniowe zmiany wywołane różnicami w przeżywalności powstaje to, co widzimy jako skomplikowany projekt. Możemy więc bezpiecznie powiedzieć, że pozory projektu w żywych organizmach są właśnie tym - pozorami projektu.
5. Nie mamy wciąż odpowiednika takiego stopniowego wyjaśnienia dla fizyki, choć niektóre teorie wielości światów mogłyby być takim wyjaśnieniem. Ale nie są tak satysfakcjonujące jak teoria ewolucji w dziedzinie biologii bo wymagają założenia większej ilości "szczęścia", na co jednak w pełni zezwala nam zasada antropiczna.
6. Powinniśmy zachować nadzieję na pojawienie się równie dobrego wyjaśnienia w fizyce, ale nawet przy jego braku, to które obecnie mamy wsparte zasadą antropiczną w oczywisty sposób jest lepsze niż prowadząca do paradoksu hipoteza inteligentnego projektanta.

Zasadniczą tezą tego dowodu jest to, że ewolucja poprzez dobór naturalny jest prostszym i zręczniejszym wyjaśnieniem złożoności niż "hipoteza Boga". Przywołuje wyjaśnienie Richarda Swinburne'a mówiące, że teizm jest zręcznym wyjaśnieniem, ponieważ używa tylko jednego obiektu, Boga, jako przyczyny i nadzorcy każdego zjawiska. Obiekt ten jest uważany za wszechmocny, wszystkowiedzący i całkowicie wolny. Dawkins uważa, że postulowanie takiego obiektu nic nie wyjaśniając uzurpuje sobie rolę nauki. Twierdzi, że obiekt kontrolujący każdy atom i wysłuchujący wszystkich modlitw nie może być czymś prostym, a samo jego istnienie wymagałoby bardzo solidnego uzasadnienia.
Później Dawkins przedstawia na przykładzie poglądów Keitha Warda na prostotę boskości, trudność jaką mają wierzący z uchwyceniem źródła złożoności życia. Pisze, że Ward jest sceptyczny wobec hipotezy Arthura Peacocke'a o ewolucji sterowanej w kierunku większej złożoności i że ten sceptycyzm jest uzasadniony, ponieważ złożoność nie pojawia się w wyniku selekcjonowanych mutacji. Jak pisze:

Dobór naturalny jest jedynym znanym nam procesem, który może wytworzyć złożoność z prostoty. Teoria doboru naturalnego jest prosta, tak samo początki z jakich ten dobór się rozpoczyna. Z drugiej strony to, co wyjaśnia jest złożone w trudnym do wyrażenia stopniu: bardziej, niż cokolwiek co moglibyśmy sobie wyobrazić.

## Krytyka
Profesor David Berlinski wskazuje na różne trudności analityczne w dowodzie. Jedna z trudności z argumentem Richarda Dawkinsa polega na tym, że aby sforsować dylemat, próbuje pogodzić ze sobą dwie niemożliwe do pogodzenia tendencje: tezę, że wszechświat jest nieprawdopodobny z tezą, że Bóg stworzył wszechświat.